# 松浦氏
松浦氏（まつらし）は、武家・華族だった日本の氏族の一つ。水軍松浦党を形成した肥前松浦氏が有名で、江戸時代には肥前平戸藩主となり、維新後は伯爵家に列した。代々一字名の一族だった。

## 肥前松浦氏
松浦氏の系譜については諸説あるが、渡辺綱の子孫とするのが通説。中世には肥前・壱岐の水軍衆である松浦党をなした。

### 源融流嵯峨源氏・渡辺綱
諸般の松浦家系図によると嵯峨源氏渡辺氏の祖の源綱（渡辺綱）の曾孫とされる久（渡辺久、松浦久）を祖とする。この伝によれば、松浦氏は、渡辺綱にはじまる渡辺氏を棟梁とする摂津国の滝口武者（大内守護（天皇警護））の一族とされ、水軍として瀬戸内を統括した渡辺党の分派という。
また、筑後（現在の福岡県柳川）の蒲池氏も源融の子孫であり、源融の孫の源是茂（源仕の弟）の孫の源貞清の孫の源満末が肥前国神埼郡の鳥羽院領神埼庄の荘官として下り、次子（あるいは孫）の源久直が筑後国三潴郡の地頭として三潴郡蒲池に住み蒲池久直と名のる。のち松浦直の六男山代囲の子・源三固は承久の乱後、蒲池氏の遺領を継ぐ。

#### 安倍宗任の系譜
『平家物語』の百二十句本（国会本）剣の巻によれば、安倍宗任が前九年の役で敗れたあと、治暦3年（1067年）に太宰府に流されるが、子孫繁栄して松浦姓を名乗ったという説がある。この伝えは、『百錬抄』、『前太平記』、『歴代鎮西要略』でも記されている。
この説では、安倍宗任は、宗像氏の配下となり、筑前大島の統領となる。宗任の三男・安倍季任は肥前国の松浦に行き、松浦氏の娘婿となり松浦三郎大夫実任と名乗る。その子孫が九州水軍松浦党を構成したともされる。なお松浦実任（安倍季任）の子孫の松浦高俊は、平清盛の側近で平家方の水軍として活躍し、そのため、治承・寿永の乱により、現在の山口県長門市油谷に流罪となった。その後、高俊の娘が平知貞に嫁ぎ、源氏の迫害から逃れるために安倍姓を名乗ったとされる。
しかし他方で、『筑紫軍旗』によれば、安倍貞任が討ち死にした後、弟・宗任は降伏し、源義家によって助命されて肥前国に流罪となり、渡辺久（松浦久）に身柄が預けられた。久は宗任に娘を娶（めと）らせて下松浦に住まわせたとする。
前説は平戸松浦氏の祖（平戸藩祖）を安倍とするが、その説では松浦氏の系図や地元の伝承とは全く整合性がなく、後説のように、松浦四十八党に加わって一勢力になったに過ぎないと考えられる。

### 渡辺源次久（松浦久）
祖の松浦久（渡辺久、源久）は、渡辺綱（源綱）の子の奈古屋授（なごや さずく、渡辺授、源授）の子とされ、松浦郡宇野御厨の荘官（検校）となり定住し、松浦、彼杵郡および壱岐の田およそ2,230町を領有して梶谷に住み、松浦久（ひさし）と名のる。次いで検非違使に補され、従五位に叙された。松浦久は、源太夫判官と称して松浦郡、彼杵郡の一部および壱岐郡を治め、ここに肥前松浦党の歴史が始まる。

### 松浦党の展開
松浦氏の系譜については約30種類ほどの、それぞれに内容が異なる系図があり、松浦氏全体の立場からの正確な系譜を知ることは不可能に近く、一族や子孫の個々が、相互に異なるにせよ各自の系譜の確認をすることしかできないといっても過言ではない。
松浦久の子は、長子がまたは松浦安（やすし）あるは松浦直（なおし）で、二子が波多持（たもつ）、三子が石志勝（すぐる）、四子が荒久田聞、五子が神田広（ひろし）、六子が佐志調とする。この他に後に松浦公頼と称した松浦正（ただし）、養子に松浦太郎を名乗った高俊の名がみられる。
上松浦党は松浦正、下松浦党は松浦直が祖である。直の子には、松浦清、有田栄、大河野遊、峯披、山代囲、値賀連がある。

### 東国御家人との確執
平安時代、松浦党が盤踞（ばんきょ）した地域は平家の知行国であるため、松浦氏は平家の家人となっていたが、源平合戦では壇ノ浦の戦いにおいて源氏方にくみし、その功から鎌倉幕府の鎮西御家人となり地頭となる。しかし、源頼朝は、平家家人の九州の豪族への信頼は薄く、九州の抑えとして少弐氏、島津氏、大友氏を守護として九州に送り、松浦氏は、同じ環境の秋月氏、蒲池氏などと同じく、これらの新参の東国御家人の「下り衆」の傘下に置かれる。
元寇の際は、松浦党の惣領だった佐志氏の佐志房や、山代氏の山代階などが奮戦する。

### 松浦氏の一族
| - 波多氏 - 鶴田氏 - 牟田部氏 - 相知氏 - 馬場氏 - 島谷氏 | - 伊万里氏 - 志佐氏 - 佐志氏 - 有田氏 - 大河野氏 - 峯氏 | - 山代氏 - 御厨氏 - 八並氏 - 値賀氏 - 斑島氏 - 佐々氏 |

- 上松浦氏（庶宗家）
- 相神浦松浦家/下松浦氏（惣領家）
- 平戸氏 → 平戸松浦家

### 松浦氏の側近
| - 田代氏 - 幸橋氏 - 江迎氏 - 上野氏 - 武尾氏 - 千秋氏 | - 小倉氏 - 熊澤氏 - 豐田氏 - 長村氏 - 宮川氏 - 船越氏 | - 松田氏 - 小澤氏 - 峯氏 - 志自岐氏 - 田村氏 - 藤井氏 |

- 小倉氏、熊澤氏、豐田氏の三家は家老として側近の中でも特に上級の階級だった
- 藤井氏は肥後国熊本藩に多くの分家があった
- 豐田氏、長村氏、船越氏の三家は支藩である平戸新田藩の家臣となった
- 藤井氏、熊澤氏、武尾氏、千秋氏は平城天皇の末裔と云われ、特に藤井氏は朝廷から一定の地位を得ていた
- 藤井氏は藤原氏から分家したとされる

### 平戸松浦氏
松浦党のうち下松浦党の本来の嫡流は松浦直の嫡男の松浦清の末裔（まつえい）の一族であるが、松浦氏の数多くの傍流のうち、松浦直の五男の峯披の子孫から平戸を本拠とする平戸松浦家（平戸氏・峯氏とも）が興った。これが次第に惣領家や他の庶家をしのぐようになり、平戸氏から松浦氏に復姓した。
松浦弘定、松浦興信の時代には内紛もあったものの、興信の子の松浦隆信の代には、惣領家や上松浦党をも従えて松浦半島を統一する戦国大名となった。隆信とその子の松浦鎮信は豊臣秀吉に従い豊臣政権の下で近世大名としての道を確立した。
江戸時代には江戸幕府の下で平戸を城下町として平戸藩6万3千石を構えた。しかし、平戸城は藩主自らにより破却され、松浦氏は壱岐一国と肥前二郡（一円領有ではない）を持ちながら（ただし国主の待遇はなし）無城大名となった。
宝永元年（1704年）に再築を開始、享保3年（1718年）に新たな平戸城が完成した。平戸藩は明治4年の廃藩置県まで存続した。同藩主家は維新後華族の伯爵家に列した（→松浦伯爵家へ）
また松浦鎮信の次男松浦昌が元禄2年（1689年）に1万石を分与されて支藩である平戸新田藩（植松藩）を立藩した。同藩も明治3年に本藩に吸収合併されるまで存続した。同藩主家は維新後華族の子爵家に列した（→松浦子爵家へ）。

### 明治以降

#### 松浦伯爵家
最後の平戸藩主松浦詮（まつら あきら）は、慶応4年（1868年）1月に京都に着いてから又従兄弟にあたる明治天皇の側近くにあり続け（明治天皇国母中山慶子の母愛子は松浦清の娘）、2月3日に天皇が二条城に入城したときや大阪親征にも供をした。五箇条の御誓文の場にも立ち会い、歴史の転換を見届けた。4月21日に京都を発ち、平戸へ帰っていったが、平戸藩軍は戊辰戦争に官軍で従軍した。
詮は平戸藩兵の凱旋間もない明治2年（1869年）3月に再び京都に赴き、明治天皇の東京行幸に供奉し、東京でも参内が続くなど天皇からの厚い信頼ぶりがうかがえる。政府内では上局副議長や制度寮副総裁などを務め、同年6月2日には戊辰戦争の戦功により賞典禄3000石を下賜された。
同年6月19日には版籍奉還に伴って平戸藩知事に任じられるとともに華族に列し、明治4年（1871年）7月15日の廃藩置県に伴う罷免まで藩知事を務めた。
版籍奉還の際に定められた家禄は現米で4641石。明治9年（1876年）の金禄公債証書発行条例に基づき家禄と賞典禄（実額750石）の合計5391石と引き換えに支給された金禄公債の額は16万5496円66銭9厘（華族受給者中60位）。
明治17年（1884年）7月7日の華族令の施行で華族が五爵制になると、翌8日に詮は伯爵に叙された。
平戸藩は現米では4万6410石であり、叙爵内規上の小藩（現米5万石未満）に該当し、内規では旧小藩知事は子爵と定められていたが、詮は伯爵に叙されている。これは詮が明治天皇の又従兄弟にあたるためであり、太政大臣三条実美の計らいで明治3年（1870年）に平戸藩に吸収されて廃藩していた植松藩（平戸新田藩）の領地をあわせて5万石以上あったことにされて伯爵になったものである。
詮は麝香間祗候、常宮御養育係、御歌所参候を務めた他、貴族院の伯爵議員に当選して務めた。明治41年に詮が死去した後は、その長男厚（あつし）が爵位と家督を相続。厚もケンブリッジ大学留学後、貴族院の伯爵議員に当選して務めた。

#### 松浦子爵家
最後の平戸新田藩主松浦豊は、維新後藩名を浦松に改称した。廃藩置県で浦松藩知事に転じたが、明治3年9月2日に浦松藩は本藩の平戸藩と合併して廃藩となった。
版籍奉還の際に定められた家禄は現米で408石。明治9年（1876年）の金禄公債証書発行条例に基づき家禄と引き換えに支給された金禄公債の額は1万5144円24銭8厘（華族受給者中279位）。
豊は明治15年に隠居し、娘の美起子が家督を相続。明治17年7月7日の華族令施行で華族が五爵制になった際も戸主は彼女であったため、この時点には授爵されず、同家は無爵華族の状態になったが、明治23年（1890年）12月1日に本家の松浦詮伯爵の次男靖（やすし）が美紀子と結婚することで婿養子に入って家督相続したため、同月26日に子爵家に列している。靖は陸軍中佐まで昇進した陸軍軍人だった。昭和18年1月に靖が死去した後には長男の治（おさむ）が爵位を継承した。
久邇邦久侯爵夫人の松浦董子は松浦靖の娘である。

## 和泉松浦氏
和泉松浦氏は、中世に和泉国に拠った室町時代の武家。代々の当主の諱が一字のために上記の肥前松浦氏の後裔と称したと思われる。半国守護であった和泉守護細川氏の重臣として和泉国の守護代を務めた。岸和田城主。
明応9年（1500年）にの和泉上半国守護の細川元有が河内国守護の畠山尚順に攻められ岸和田城で討ち死にすると、元有の子・細川元常は阿波細川家の元に逃れ、代わりに松浦盛が城主を務めたと思われる。
その後、細川晴元が阿波から上洛すると天文5年（1536年）頃より、元常の子・細川晴貞が和泉国を治め、松浦盛の跡を継いだ松浦守が守護代を務めた。
しかし、天文18年（1549年）の江口の戦いにより細川晴元とその重臣・三好長慶が対立すると松浦守は三好長慶側につき、細川晴貞の記録は途絶える。松浦守は弘治年間（1555年 - 1558年）頃に没したようで、永禄3年（1560年）に十河一存が岸和田城に入り、その後見のもと松浦万松（光）が跡を継いだ。
その後、松浦虎と松浦光の間で内紛となった後、家臣の松浦宗清が松浦光を暗殺し松浦家を掌握したが、慶長5年（1600年）関ヶ原の戦いでは西軍に属し改易された。

### 当主
1. 松浦盛
2. 松浦守
3. 松浦万松
4. 松浦虎
5. 松浦光
6. 松浦宗清

## 良文流松浦氏
桓武平氏平良文の子孫、三浦氏（三浦党）支流の松浦氏。